# Галкин, Михаил Иванович
Михаил Иванович Галкин — советский хозяйственный, государственный и политический деятель.

## Биография
Родился в 1910 году. Член КПСС.
В 1943—1945 — заведующий сельскохозяйственным отделом Московского городского комитета КПСС.
В 1946—1952 — первый секретарь Тимирязевского районного комитета КПСС города Москвы.
В 1952—1955 — первый секретарь Москворецкого районного комитета КПСС города Москвы.
В 1956—1958 — начальник Главного управления торговли исполнительного комитета Московского городского Совета депутатов трудящихся.
С 1966 — персональный пенсионер союзного значения.
Делегат XIX съезда КПСС.
Умер в Москве в 1977 году. Похоронен на Кунцевском кладбище.

## Награды
- Орден Трудового Красного Знамени (07.09.1947, 12.05.1948)